# Ilyrgis costinotata
Ilyrgis costinotata là một loài bướm đêm trong họ Noctuidae.